# ノルテ・デ・サンタンデール県
ノルテ・デ・サンタンデール県（ノルテ・デ・サンタンデールけん、スペイン語: Departamento de Norte de Santander）は、コロンビア北部のアンデス地方の県。県都はククタ。同県は、北と東でベネズエラと国境を接し、東と南でサンタンデール県、南でボヤカ県、東でセサール県と接している。

## 隣接する県
- スリア州
- タチラ州
- アプレ州
- ボヤカ県
- サンタンデール県
- セサール県

## 下位行政区

### Western
1. Ábrego (アブレゴ)
2. Cáchira (カチラ)
3. Convención (コンベンション)
4. El Carmen (エル・カルメン)
5. La Esperanza (ラ・エスペランサ)
6. Hacari (アカリー)
7. La Playa(ラ・プラジャ)
8. Ocaña (オカーニャ)
9. San Calixto (サン・カリスト)
10. Teorama (テオラマ)

### Northern
1. Bucarasica (ブカラシカ)
2. El Tarra (エル・タラ)
3. Sardinata (サルディナータ)
4. Tibú (ディブー)

### Eastern
1. Cúcuta (ククタ)
2. El Zulia (エル・スリア)
3. Los Patios (ロス・パティオス)
4. Puerto Santander (プエルト・サンタンデール)
5. San Cayetano (サン・カイエターノ)
6. Villa del Rosario (ビジャ・デル・ロサリオ)

### South-West
1. Cácota (カコタ)
2. Chitagá (チタガー)
3. Mutiscua (ムティスクア)
4. Pamplona (パンプロナ)
5. Pamplonita (パンプロニタ)
6. Silos (シロス)

### Center
1. Arboledas (アルボレダス)
2. Cucutilla (ククティャ)
3. Gramalote (グマローテ)
4. Lourdes (ルルテス)
5. Salazar de las Palmas (サラザール・デ・ラス・パルマス)
6. Santiago (サンティアゴ)
7. Villa Caro (ビラ・カロ)

### Southeast
1. Bochalema (ボチャレマ)
2. Chinácota (チナコタ)
3. Duranía (ドゥラニア)
4. Herrán (エラーン)
5. Labateca (ラバテカ)
6. Ragonvalia (ラゴンバリア)
7. Toledo (トレド)